# Preston (Geòrgia)
Preston és una població dels Estats Units a l'estat de Geòrgia. Segons el cens del 2000 tenia 453 habitants.

## Demografia
Segons el cens del 2000, Preston tenia 453 habitants, 190 habitatges, i 129 famílies. La densitat de població era de 38,6 habitants/km².
Dels 190 habitatges en un 30% hi vivien nens de menys de 18 anys, en un 50% hi vivien parelles casades, en un 15,3% dones solteres, i en un 31,6% no eren unitats familiars. En el 30,5% dels habitatges hi vivien persones soles el 19,5% de les quals corresponia a persones de 65 anys o més que vivien soles. El nombre mitjà de persones vivint en cada habitatge era de 2,37 i el nombre mitjà de persones que vivien en cada família era de 2,93.
Per edats la població es repartia de la següent manera: un 24,5% tenia menys de 18 anys, un 7,9% entre 18 i 24, un 27,2% entre 25 i 44, un 22,3% de 45 a 60 i un 18,1% 65 anys o més.
L'edat mediana era de 39 anys. Per cada 100 dones de 18 o més anys hi havia 84,9 homes.
La renda mediana per habitatge era de 29.750 $ i la renda mediana per família de 37.083 $. Els homes tenien una renda mediana de 25.313 $ mentre que les dones 19.464 $. La renda per capita de la població era de 14.779 $. Entorn del 19,6% de les famílies i el 24,9% de la població estaven per davall del llindar de pobresa.

## Poblacions properes
El següent diagrama mostra les poblacions més properes.